# Ruodi Barth
Ruodi Barth (* 19. Juni 1921 in Basel; † 19. Juni 1999 ebenda) war ein Schweizer Grafiker, Illustrator, Bühnenbildner und Ausstattungsleiter.

## Leben und Werk

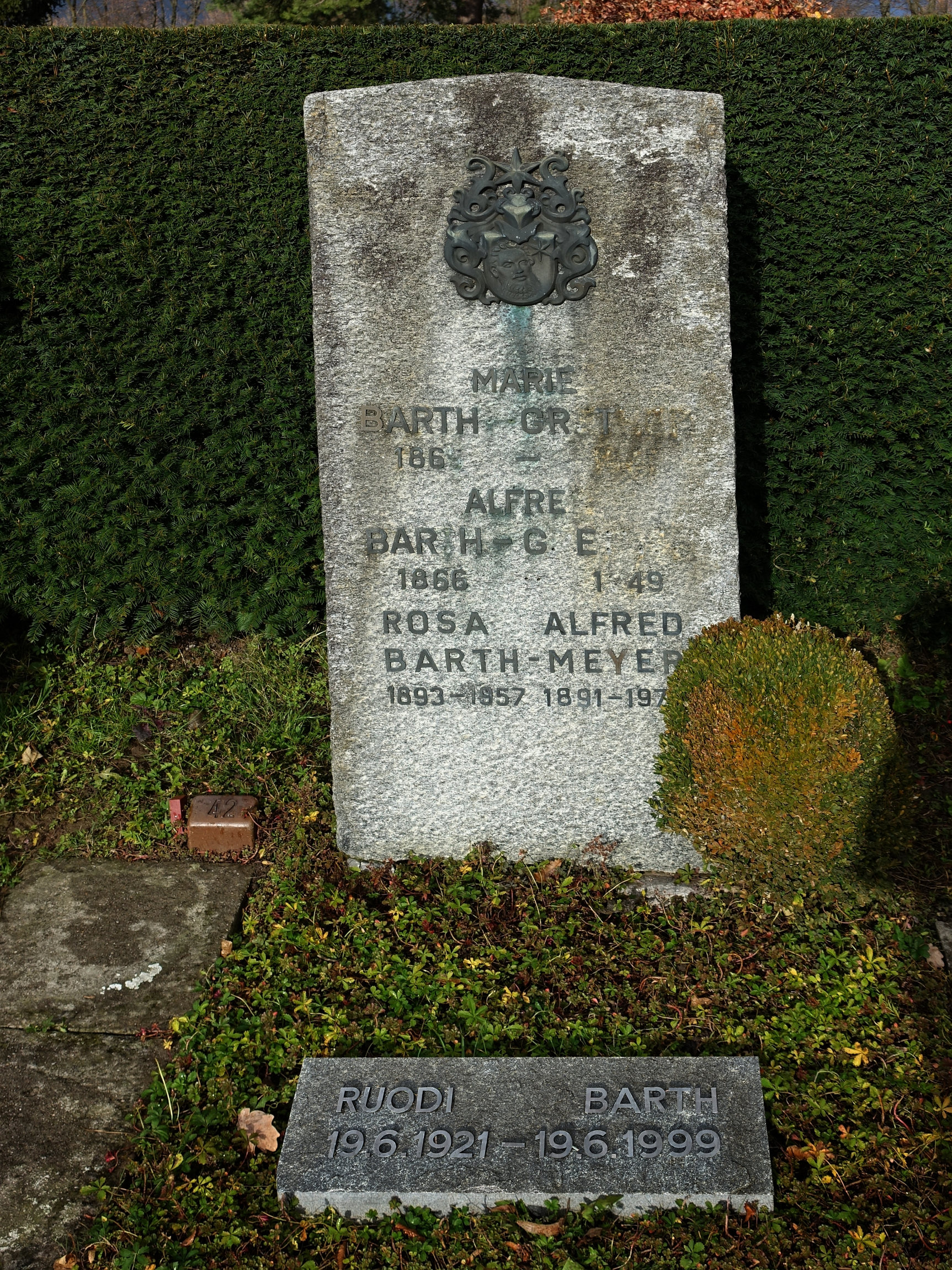
Familiengrab. Friedhof am Hörnli

Ruodi Barth war ein Sohn des Lehrers Alfred (* 1891) und der Rosa, geborene Meyer (1893–1957). Sein jüngerer Bruder war der Maler und Bühnenbildner Wolf Barth (1926–2010).
Barth absolvierte die Allgemeine Gewerbeschule Basel, schloss diese mit einem Grafiker-Diplom ab und arbeitete anschliessend als Volontär bei Herbert Leupin. Im eigenen Atelier schuf Barth zahlreiche Plakate und Illustrationen. In den 1940er und 1950er Jahren erhielt er zahlreiche Auszeichnungen, u. a. für das Schweizer Plakat des Jahres. 1958 heiratete er die aus Stettin stammende Künstlerin Monika Meschke (* 1937).
Barth war als Bühnenbildner am Cabaret Cornichon, Cabaret Fédéral,  Stadttheater Basel, Staatstheater Wiesbaden, Staatstheater am Gärtnerplatz in München, am Staatstheater Darmstadt, Burgtheater und Volksoper in Wien, staatliche Schauspielbühne in Berlin, Deutsche Oper am Rhein Düsseldorf–Duisburg, an der Hamburger Staatsoper und am Schauspielhaus und Opernhaus in Zürich tätig. 1981 erhielt Barth den Hans-Reinhart-Ring.
Seine letzte Ruhestätte fand Ruodi Barth auf dem Basler Friedhof am Hörnli.